# NGC 681
NGC 681 è una galassia a spirale intermedia vista di taglio, situata nella costellazione della Balena, a una distanza di circa 71 milioni di anni luce dalla nostra Via Lattea.
Viene chiamata anche "Galassia Piccolo Sombrero" per via della somiglianza con la ben più nota Galassia Sombrero.

## Scoperta
NGC 681 è stata scoperta il 28 novembre 1785 dall'astronomo britannico di origine tedesca William Herschel.

## Descrizione
NGC 681 ha una classe di luminosità I-II e presenta una larga riga a 21 cm dell'idrogeno neutro.

## Gruppo di NGC 681
NGC 681 è la più brillante di un piccolo gruppo di galassie al quale da il suo nome. Il Gruppo di NGC 681 comprende almeno altre due galassie: NGC 701 e MCG -2-5-53 (PGC 6667).